# Biantomma nigrospinosum
Biantomma nigrospinosum – gatunek kosarza z podrzędu Laniatores i rodziny Biantidae. Jedyny znany przedstawiciel monotypowego rodzaju Biantomma.

## Występowanie
Gatunek został wykazany z Fernando.